# 海南省消防救援总队
海南省消防救援总队，加挂海南省消防救援局牌子，是中华人民共和国海南省的消防救援机构，由中华人民共和国应急管理部与海南省人民政府双重领导，承担海南省的火灾扑救、消防监督、抢险救援等职责。

## 历史沿革
1988年海南建省后，于1989年3月成立海南省公安消防总队（海南省公安厅消防局），为副师级。1994年，海南省公安消防总队调整为正师级。
2018年3月，《深化党和国家机构改革方案》公布，公安消防部队全部退出现役，成建制划归应急管理部，承担灭火救援和其他应急救援工作，现役编制全部转为行政编制。10月9日，公安消防部队移交应急管理部交接仪式举行。2018年12月26日，海南省消防救援总队举行授旗授衔和换装仪式。2019年12月30日，海南省消防救援总队正式挂牌。
2024年6月，各消防救援总队、支队、大队加挂驻地省、市、县三级消防救援局牌子，海南省消防救援总队加挂海南省消防救援局牌子。

## 职责
根据《消防救援队伍总队及以下单位机构编制方案》，海南省消防救援总队承担下列职责：
1. 承担城乡综合性消防救援工作，负责指挥调度相关灾害事故救援行动，承担重要会议、大型活动消防安全保卫工作。
2. 承担火灾预防、消防监督执法以及火灾事故调查处理相关工作，依法行使消防安全综合监管职能，推动落实消防安全责任制。
3. 参与拟订消防专项规划，参与起草地方性消防法规、规章草案并监督实施。
4. 负责消防救援队伍综合性消防救援预案编制、战术研究和执勤备战、训练演练等工作。
5. 负责消防救援信息化和应急通信建设，承担综合性消防救援行动应急通信保障工作。
6. 负责消防安全宣传教育，组织指导社会消防力量建设。
7. 负责消防应急救援专业队伍规划、建设与调度指挥，参与组织协调动员各类社会救援力量参加救援任务。
8. 负责消防救援队伍建设与管理。
9. 完成应急管理部和所在省（区、市）党委政府交办的相关任务。

## 组织机构
根据《消防救援队伍总队及以下单位机构编制方案》，海南省消防救援总队属于三类总队。

### 机关内设机构和直属单位
海南省消防救援总队机关设有灭火救援指挥部、政治部以及14个业务处室。
- 灭火救援指挥部
  - 指挥中心
  - 作战训练处
  - 信息通信处
- 政治部
  - 组织教育处
  - 人事处
  - 队务处
- 办公室
- 纪检督察室
- 审计室
- 防火监督处
- 法制与社会消防工作处
- 新闻宣传处
- 后勤装备处
- 财务处

此外，总队机关还设有1个应急通信与车辆勤务大队。

### 消防救援支队、大队
海南省消防救援总队下辖有9个消防救援支队和12个消防救援大队，包括4个地级市支队、3个县级市支队、设在洋浦经济开发区的1个支队、1个训练与战勤保障支队、2个县级市大队、4个县大队、6个自治县大队。
- 海口市消防救援支队
- 三亚市消防救援支队
- 三沙市消防救援支队
- 儋州市消防救援支队
- 琼海市消防救援支队
- 文昌市消防救援支队
- 东方市消防救援支队
- 洋浦经济开发区消防救援支队
- 海南省消防救援总队训练与战勤保障支队
- 五指山市消防救援大队
- 万宁市消防救援大队
- 定安县消防救援大队
- 屯昌县消防救援大队
- 澄迈县消防救援大队
- 临高县消防救援大队
- 白沙黎族自治县消防救援大队
- 昌江黎族自治县消防救援大队
- 乐东黎族自治县消防救援大队
- 陵水黎族自治县消防救援大队
- 保亭黎族苗族自治县消防救援大队
- 琼中黎族苗族自治县消防救援大队

## 救援力量
截至2021年，海南省消防救援总队共有消防救援站116个，每消防救援站服务人口约8.69万人。
截至2021年，海南省消防救援总队共有执勤消防车辆532辆，其中灭火类消防车283辆、举高类消防车73辆、专勤类消防车98辆、战勤保障类消防车78辆。此外，还有消防摩托车17辆、细水雾消防车41辆，以及通信器材运输车1辆、小型指挥车3辆、消防宣传车10辆、火场勘察车2辆、装备检测车1辆、运输车3辆、工程机械3台。
根据《消防救援队伍总队及以下单位机构编制方案》，海南省消防救援总队消防救援人员编制总额2273名，其中干部772名、消防员1501名。截至2021年，海南省消防救援总队实有消防救援人员2279人，另有政府专职消防员1108人。

## 行动
2016至2020年，海南省消防救援总队接处警3.4万起，出动消防车6万辆次，出动消防员30.7万人次，营救疏散转移被困人员2.8万人，抢救和保护财产价值8.4亿元。
2021年，海南省消防救援总队接处警1.7万起，营救被困人员近1000人，疏散遇险人员1700余人，抢救财产价值约1.4亿元。
2022年，海南省消防救援总队接处警2.7万起，营救被困人员1075人，疏散遇险人员657人。

## 历任领导

### 海南省公安消防总队
| 总队长 - 朱新华 武警大校（2011年4月－2013年） - 林铁刚 武警大校（2013年－2016年） - 李勇 武警大校（2016年－2018年12月） | 政治委员 - 盛永中 武警大校（2011年4月－2018年12月） |

### 海南省消防救援总队
| 总队长 - 李勇 高级指挥长（2018年12月－2021年） - 牛军 高级指挥长（2021年1月－） | 政治委员 - 盛永中 高级指挥长（2018年12月－2022年） |